# Zyginopsis aceri
Zyginopsis aceri är en insektsart som först beskrevs av Matsumura 1932.  Zyginopsis aceri ingår i släktet Zyginopsis och familjen dvärgstritar. Inga underarter finns listade i Catalogue of Life.